# Малая белоносая мартышка
Ма́лая белоно́сая марты́шка (лат. Cercopithecus petaurista) — один из видов мартышек.

## Ареал
Распространённый в Западной Африке вид: от Гвинеи-Бисау на западе до Того на востоке. Широко представлен в природоохранных зонах, включая национальные парки Таи (Кот-д'Ивуар) и Дигья (Гана). Также встречаются в Бенине, Гвинее, Либерии, Сенегале и в Сьерра-Леоне. Обитают в кронах деревьев тропических влажных и галерейных лесах вдоль рек.

## Описание вида
Средняя длина 40—50 см. Средняя масса тела взрослого самца от 4 до 8 кг, самки весят 4—5 кг. Шерсть на спине представляет собой сочетание зеленовато-серого и чёрного цветов. Лица чёрные с белым пятном на носу. Белая шерсть на груди, бороде и окаймляет уши. Имеются защёчные мешки.
Питаются фруктами, а также насекомыми, листьями, цветами и побегами растений.
Период беременности длится от 135 до 140 дней. Самки обычно рожают по одному детёнышу в год.

## Подвиды
- Cercopithecus petaurista petaurista — к востоку от реки Кавалли.
- Cercopithecus petaurista buettikoferi — к западу от реки Кавалли[3].